# Линия D (метрополитен Порту)
Линия D (порт. Linha D) — линия метрополитена Порту. Не проходит по центральному участку, но имеет пересадку на все линии на станции «Триндади».
Линия открылась 17 сентября 2005 года, участком «Полу-Университариу» — «Камара-ди-Гайя». Проходит по знаменитому мосту «Понте-де-Дон-Луиш».

## Развитие
- 17 сентября 2005 года — «Полу-Университариу» — «Камара-ди-Гайя».
- 10 декабря 2005 года — «Камара-ди-Гайя» — «Жору-ди-Деуш».
- 31 марта 2006 года — «Полу-Университариу» — «Оспитал-ди-Сан-Жуан».
- 27 мая 2008 года — «Жору-ди-Деуш» — «Дом Жуан II».
- 15 октября 2011 года — «Дом Жуан II» — «Санта-Овидиу».

## Станции
- «Оспитал-ди-Сан-Жуан» (порт. Hospital de São João)
- «ИПО» (англ. IPO)
- «Поло Университарио» (порт. Pólo Universitário)
- «Салгейрос» (порт. Salgueiros)
- «Комбатентис» (порт. Combatentes)
- «Маркеш» (порт. Marquês)
- «Фариа-Гимарайнш» (порт. Faria Guimarães)
- «Триндади» (порт. Trindade)
- «Алиадус» (порт. Aliados)
- «Сан-Бенту» (порт. São Bento)
- «Жардим-ду-Морру» (порт. Jardim do Morro)
- «Женерал-Торриш» (порт. General Torres)
- «Камара-ди-Гайя» (порт. Câmara de Gaia)
- «Жору-ди-Деуш» (порт. João de Deus)
- «Дом Жуан II» (порт. D. João II)
- «Санта-Овидиу» (порт. Santo Ovídio)

## Перспективы развития
В планах продление линии на юг.
- «Лаборим»
- «Кинта-ду-Седру»
- «Кинта»